# Дом писателей в Лаврушинском переулке
Дом писателей в Лаврушинском переулке — жилой дом, расположенный в городе Москве, памятник архитектуры, объект культурного наследия России регионального значения.

## История
В 1660-х годах участок, где в настоящее время расположено здание, был пожалован служилому дворянину Семёну Титову. Им были возведены каменные палаты, сохранившиеся до наших дней.
В Генеральном плане реконструкции Москвы (1935) была заложена идея продолжения Бульварного кольца в Замоскворечье, трасса которого должна была пройти в том числе по Ордынскому тупику и пересечь Лаврушинский переулок. В рамках реализации этой идеи в Замоскворечье были намечены участки для строительства новых зданий по красным линиям проектируемого кольца. Одним из них стал участок на углу Лаврушинского переулка и Ордынского тупика — здесь, на месте флигелей и других построек, было решено возвести жилой дом.
Руководству Союза писателей СССР пришлось приложить немало усилий, чтобы добиться передачи участка, отведённого под строительство, жилищно-строительному писательскому кооперативу «Советский писатель». При этом аренда квартир стоила недёшево: от 8000 до 20 000 рублей.
Первую очередь дома сдали в 1937 году со значительными недоработками, которые были устранены лишь после Великой Отечественной войны. Тогда же началось строительство второй очереди.
В доме имели квартиры писатели М. Алигер, А. Барто, Д. Бергельсон, В. Билль-Белоцерковский, М. Бубеннов, П. Вершигора, Н. Вирта, Вс. Вишневский, В. Герасимова, Ф. Гладков, Н. Грибачёв, И. Ильф, В. Каверин, Э. Казакевич, Л. Кассиль, В. Катаев, С. Кирсанов, Ф. Кнорре, В. Луговской, А. Макаренко, Л. Никулин, П. Ф. Нилин, Ю. Олеша, Л. Ошанин, Б. Пастернак (кв. 72), К. Паустовский, Е. Петров, Н. Погодин, М. Пришвин, И. Сельвинский, В. Соколов, С. Станде, К. Федин, В. Чивилихин, В. Шкловский, С. Щипачёв, И. Эренбург, А. Яшин, литературные критики О. Литовский, Ю. Юзовский, литературовед Д. Благой, певица Л. Русланова (кв. 39) и другие.

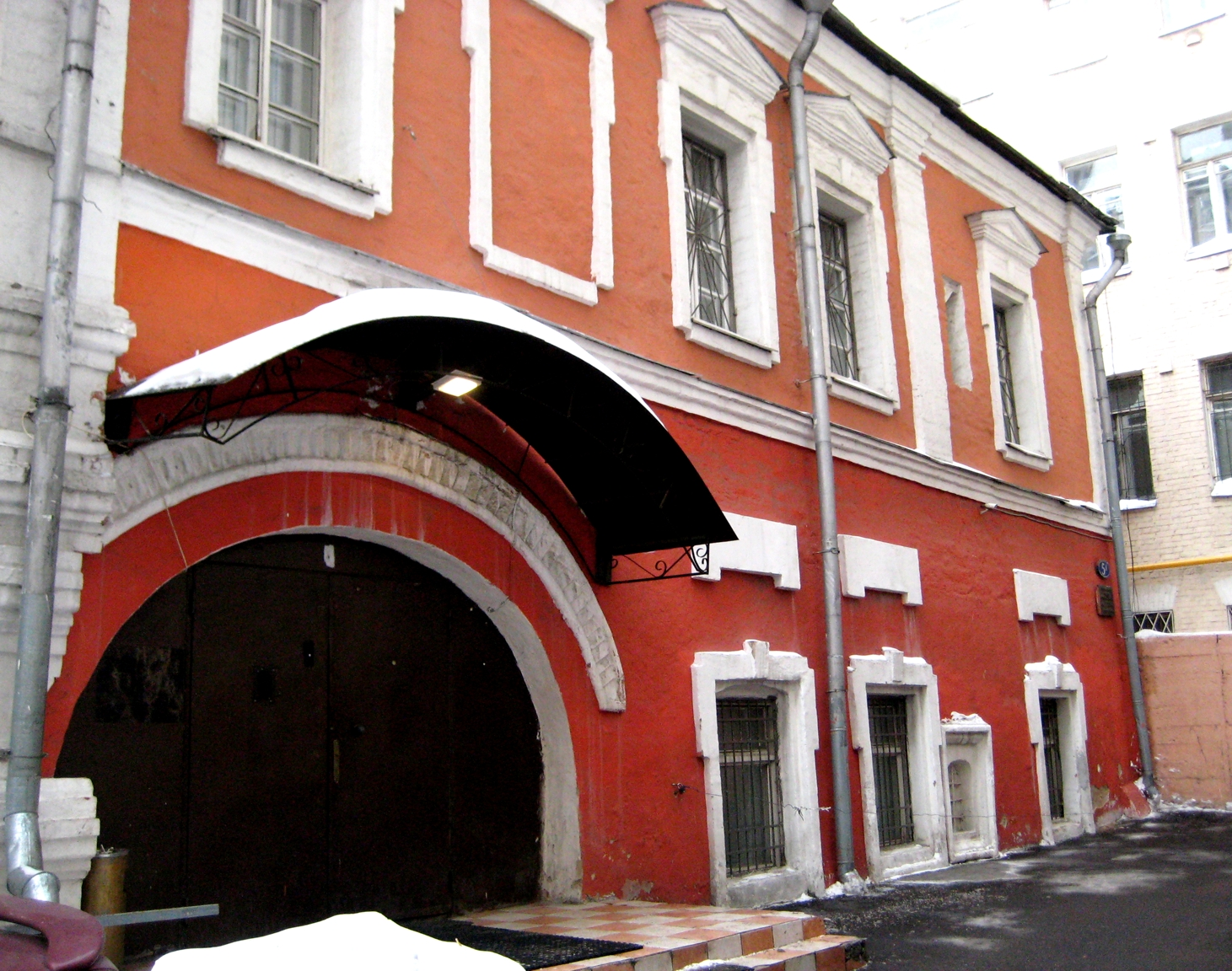
Каменные палаты во дворе дома

Во дворе писательского дома расположены палаты XVII—XVIII веков, в которых сейчас находится Музей Московских стрельцов «Стрелецкие палаты» (Лаврушинский переулок, д. 17, стр. 1).